# Городельська унія

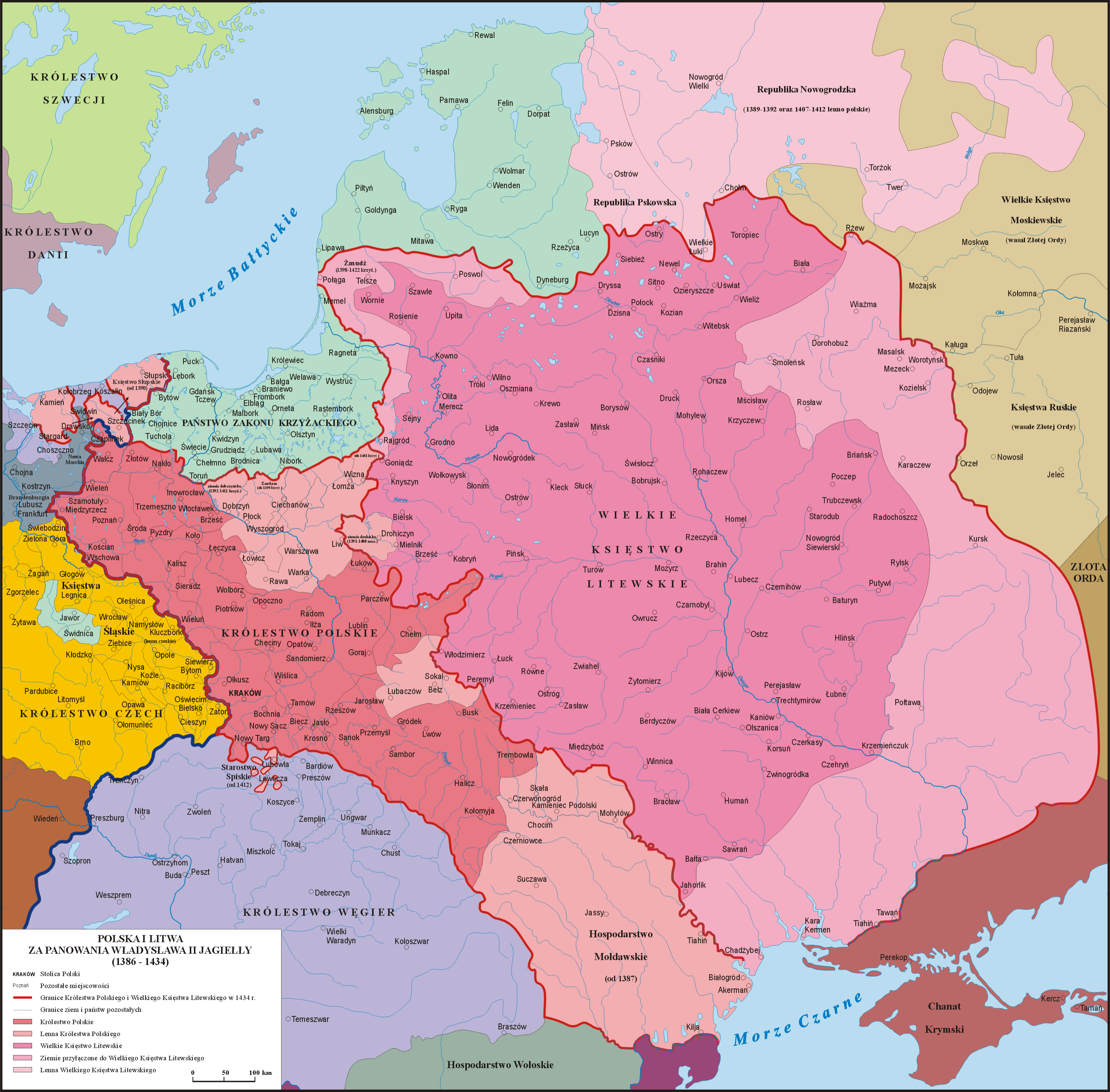
Королівство Польське і Велике Князівство Литовське в 1386—1434

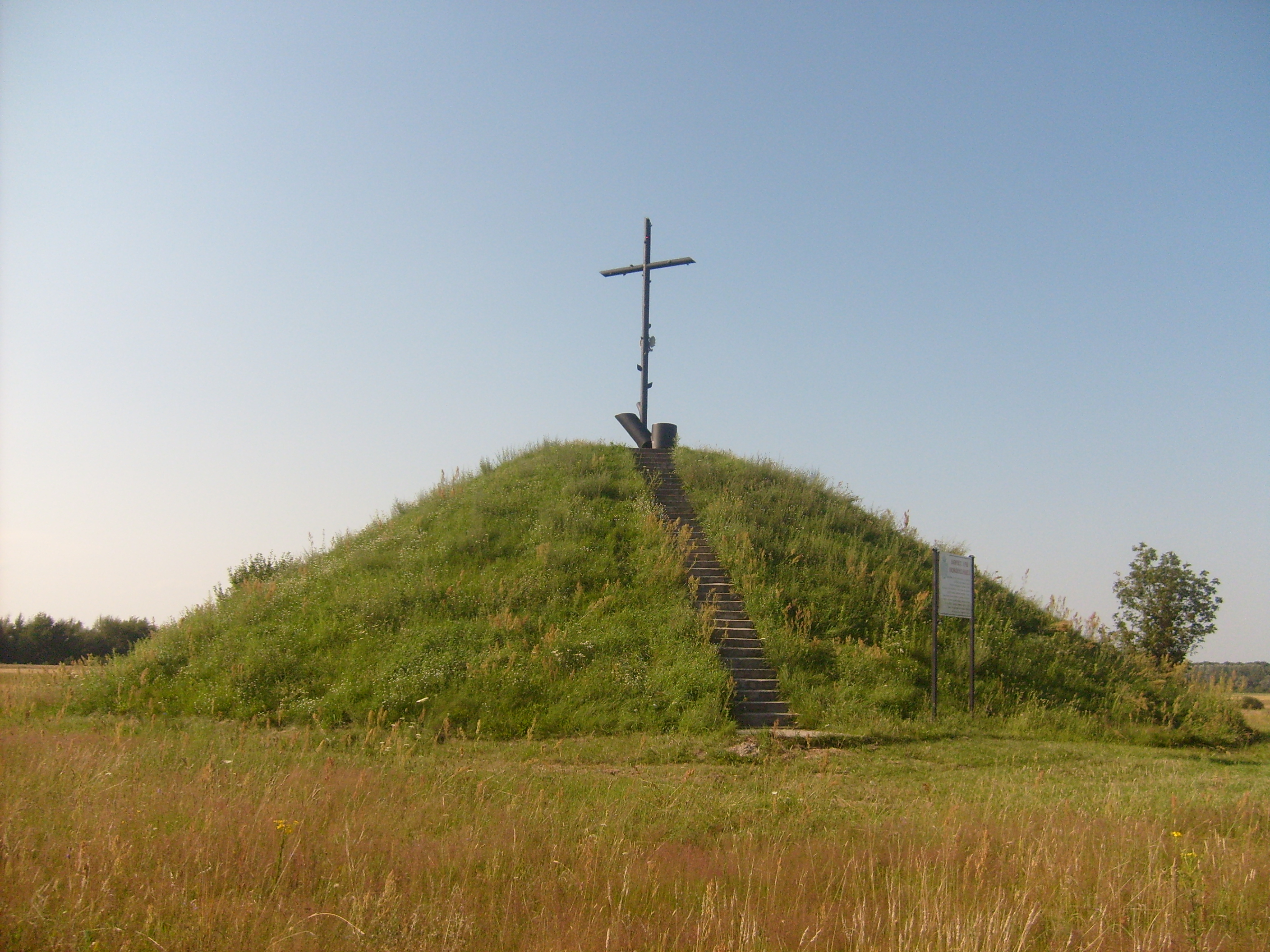
Курган, насипаний 1861 року в Городлі, на відзначення 448 річниці Унії.

Городе́льська унія 1413 — угода між Польським королем Владиславом ІІ Ягайлом та Великим князем Литовським, Руським та
Жемайтійським Вітовтом, укладена 2 жовтня 1413 у місті Городло, що на річці Західний Буг.

## Історія
Рішення угоди, заперечуючи положення Кревської унії 1385, підтверджували існування Великого князівства Литовського, Руського та Жемайтійського як окремої незалежної держави. Городельська унія передбачала проведення ряду заходів, спрямованих на уніфікацію систем органів державного управління обох країн, а також унормування Привілеїв шляхетських та зрівняння прав шляхти католицького віровизнання Королівства Польського та Великого князівства Литовського.
Угода підтвердила чинність інкорпораційних умов Кревської унії 1385 року, задекларувала повторне об'єднання Корони Польської і Великого князівства Литовського союз держав «на вічні часи» перед лицем воєн та загрози з боку нім. хрестоносців та «інших будь-яких неприятелів». У ВКЛ зберігалась інституція велико-князівської влади у Литві, а за Вітовтом закріплювався (щоправда, не спадково, а лише пожиттєво й під сюзеренітетом польського короля) титул Великого князя литовського.
Було визначено також принцип обрання монархів у Польському королівстві та ВКЛ за спільною згодою й ухвалою прелатів (вищі духовні особи в католицькій церкві), магнатів і шляхти обох країн. Литовсько-білорусько-українське боярство зрівнювалося у станово-правовому відношенні з польськими магнатами та шляхтою, підтвердженням чого стало передання низці найвпливовішим литовсько-українським родам польських шляхетських гербів і заміна старого терміна «бояри» новим — «барони і нобілі».
Результатом Городельської унії було послаблення союзу Литви та Польщі у війнах із Тевтонським орденом. Деякий час Тевтонський орден виступав на стороні Литовсько-руської держави проти Польщі та католицької шляхти Литви.

## Герби
Герби, що перейшли до литовської, білоруської та української шляхти після унії:
1. Абданк (Awdaniec, Abdank)
2. Богорія (Bogoria)
3. Вадвич (пол. Wadwicz)
4. Вежик (пол. Wężyk)
5. Дебно (Dębno)
6. Доліва (Doliwa)
7. Долега (Dołęga)
8. Дрия (Drya)
9. Дзялоша (Działosza)
10. Геральт — Осьморог (Gierałt — Osmoróg)
11. Годземба (Godziemba)
12. Гриф (Gryf)
13. Гримала (Grzymała)
14. Єліта (пол. Jelita)
15. Задора (пол. Zadora)
16. Заремба (пол. Zaremba)
17. Копач — Топач (пол. Kopacz - Topacz)
18. Корчак (пол. Korczak)
19. Кот Морський (пол. Kot Morski)
20. Кушава або Бихава
21. Леліва (пол. Leliwa)
22. Лис (пол. Lis)
23. Лебідь (пол. Łabędź)
24. Лодья (пол. Łodzia)
25. Наленч (пол. Nałęcz)
26. Новина (пол. Nowina)
27. Одровяж (пол. Odrowąż)
28. Огончик (пол. Ogończyk)
29. Окша (пол. Oksza)
30. Оссорія (пол. Ossoria)
31. Остоя (пол. Ostoja)
32. Першхала (пол. Pierzchała)
33. Побог (пол. Pobóg)
34. Помян (пол. Pomian)
35. Порай (пол. Poraj)
36. Полукозіц (пол. Półkozic)
37. Равич (пол. Rawicz)
38. Риля (пол. Rola)
39. Сулима (пол. Sulima)
40. Сирокомля (пол. Syrokomla)
41. Шренява (пол. Szreniawa)
42. Свинка (пол. Świnka)
43. Телок (Ciołek)
44. Топор (пол. Topór)
45. Труби (пол. Trąby)
46. Тряска (пол. Trzaska)
47. Янина (Janina)
48. Ястшембець (пол. Jastrzębiec)

## Ставлення
У спеціальних статтях Унії наголошувалося на тому, що «згідно із звичаєм Польського королівства, котрий здавна утримується», займати вищі урядові посади та бути допущеним до великокнязівської ради й користуватися усіма наданими правами і привілеями можуть лише пани і бояри — католики за віросповіданням і ті, хто отримав герби польської шляхти, а не «відщепенці чи невірні», тобто представники православної та мусульманської шляхти.
Городельська унія викликала незадоволення православної частини населення, і князь Вітовт, відчуваючи небезпеку, вирішив відстоювати незалежність Литовсько-Руської держави. Проте задумане не вдалося — князь Вітовт помер 1430 року. Литовська та українська шляхта обрала Великим князем Свидригайла Ольгердовича (Ягайлового брата). Унаслідок цього в 1432 році спалахнула війна між Польщею і Литовсько-руською державою. Свидригайло став на чолі Великого князівства Руського (назва за літописом). 1440 року Великим литовським князем обрали Ягайлового сина — 13-річного Казимира. Хоч новий князь відразу видав «Віленський привілей», який зрівнював права православної і католицької шляхти, відносини між польською та литовсько-українською шляхтою ще тривалий час були досить напруженими.